# 西和
西和（せいわ）は、令制国の大和国（和州）西部を指す地域名称である。現在では奈良県北西部のうち生駒郡、北葛城郡（広陵町を除く）を指す名称として用いられる。

## 概要
厳密な定義がある訳ではないが、奈良県警察西和警察署や奈良県広域消防組合西和消防署の管内である生駒郡・北葛城郡（広陵町を除く）を指すことが多い。また西大和（にしやまと）ということもある。
当地を大和川が流れ、竜田越奈良街道（国道25号）が通るため、古くから大阪との結びつきが強いが、明治時代に関西本線（大和路線）が開業、さらに高度経済成長期には西名阪自動車道が開通したことにより、より一層大阪との結びつきが強まるようになり、王寺を中心に住宅開発が進んだ。大規模なものとして、西大和ニュータウンが挙げられる。

### 自治体
- 生駒郡平群町
- 生駒郡三郷町
- 生駒郡斑鳩町
- 生駒郡安堵町
- 北葛城郡上牧町
- 北葛城郡王寺町
- 北葛城郡河合町